# 정령치로
정령치로(Jeongnyeongchi-ro)은 전북특별자치도 남원시 주천면 육모정교차로와 산내면 달궁삼거리 을 잇는 전북특별자치도의 도로이다.

## 주요 경유지
전북특별자치도
- 남원시 (주천면 . 산내면)

## 노선
| 이름          | 접속 노선                            | 소재지 | 소재지 | 비고 |
| ------------- | ------------------------------------ | ------ | ------ | ---- |
| 육모정 교차로 | 국도 제19호선 (산업로)               | 남원시 | 주천면 |      |
| 주천 교차로   | 지방도 제730호선 (원천로)            | 남원시 | 주천면 |      |
| 호경삼거리    | 장백산로                             | 남원시 | 주천면 |      |
| 내기삼거리    | 구룡폭포길                           | 남원시 | 주천면 |      |
| 고기삼거리    | 운봉로                               | 남원시 | 주천면 |      |
| 정령치        |                                      | 남원시 | 주천면 |      |
|               | 산내면                               | 남원시 |        |      |
| 달궁삼거리    | 지방도 제861호선 (지리산로) 노고단로 | 남원시 |        |      |

## 주요 건물 및 시설
- 주천면 행정복지센터 (정령치로 61/장안리 189-2)
- 주천면보건지소 (정령치로 61/장안리 189-2)
- 농협 남원농협 주천지점 (정령치로 81/장안리 213)
- 농협 남원농협 하나로마트 주천점 (정령치로 81/장안리 213)
- 주천파출소 (정령치로 93/장안리 260-1)
- 지리산국립공원 전북사무소 (정령치로 255/호경리 16-1)
- 정령치휴게소 (정령치로 1523/덕동리 산215-23)